# Lasik
La technique du Lasik (Laser-Assisted In-Situ Keratomileusis) est une intervention chirurgicale de l'œil mise au point par José I. Barraquer. Son principe consiste à découper une fine lamelle dans l'épaisseur de la cornée (qui est la partie transparente de la surface de l'œil) afin de permettre un remodelage en profondeur de la courbure cornéenne au laser. Son but est principalement de corriger la myopie, mais également d'autres aberrations optiques comme l'hypermétropie, l'astigmatisme ou la presbytie (on parle alors de « presby-lasik » en modifiant la forme de la cornée). Cette opération permet de se passer d'un système de correction (lunettes ou lentilles de contact).
Il s'agit d'une technique alternative à la kératectomie photo-réfractive, technique chirurgicale n'employant pas de découpe de capot cornéen, et reposant sur la réalisation d'un remodelage cornéen superficiel (contrairement au Lasik, aucun capot cornéen n'est découpé : seul l'épithélium cornéen est retiré avant photoablation au laser excimer).
Le SMILE est une alternative plus récente au Lasik, supposée réduire les risques de sécheresse oculaire et augmenter la résistance post-opératoire de la cornée.

## Histoire

### Mise au point du microkératome
En 1979, José I. Barraquer (en), ophtalmologue espagnol résidant en Colombie a mis au point le microkératome, technique développée à Bogota, Colombie. Cet instrument chirurgical fondé sur le principe du dermatome, est capable de réaliser une découpe superficielle lamellaire et régulière de la cornée. Le diamètre et la profondeur étaient partiellement ajustables. La découpe du capot permet de réaliser la découpe réfractive dans l'épaisseur de la cornée (stroma). Les techniques ayant précédé le LASIK diffèrent par la méthode employée pour sculpter le stroma, avant la mise à disposition du laser excimer.

### Kératomileusis avec congélation et usinage sur cryotour
José I. Barraquer a tout d’abord tenté de réaliser la sculpture réfractive au microkératome sous le capot, dans le stromal postérieur, posant ainsi les principes du keratomileusis in-situ. Les résultats initiaux furent décevants, et la découpe réfractive fut alors effectuée sur la face postérieure de la lamelle issue de la découpe primaire (la face profonde du capot) après congélation (rigidification nécessaire). Ce capot était détaché de la cornée, et usiné sur un tour à lentilles de contact modifié : le cryotour. Après sculpture mécanique, la lamelle était décongelée, puis replacée sur la cornée et suturée.

### Kératomileusis sans congélation avec résection au microkératome sur la face stromale
Krumeich et Swinger ont proposé en 1987 la technique de kératomileusis sans congélation. Après découpe d’une lamelle superficielle de cornée dont le diamètre devait être d’au moins neuf millimètres, cette lamelle était maintenue sur un moule dont la forme permettait de moduler le degré de correction. Cette technique a souffert d'une précision réfractive insuffisante.

### Kératomileusis in-situ avec résection au microkératome dans le stroma cornéen postérieur
Luis Antonio Ruiz a proposé en 1986 une autre technique de kératomileusis dite in-situ pour la myopie. Après découpe du capot, une découpe réfractive à face parallèle était réalisée au microkératome dans le lit stromal postérieur. Cette technique a produit des résultats décevants : zone optique étroite et souvent mal centrée.
Cette technique a évolué au début des années 1990 vers le kératomileusis in-situ automatisé (« ALK » pour Automated Lamellar Keratoplasty). Le mouvement du microkératome dans le rail de l’anneau était automatisé afin de réaliser une découpe réfractive mieux centrée. Une charnière était prévue pour la découpe primaire, afin d'éviter des sutures, ce qui préfigure le LASIK moderne.
Toutefois, c'est la précision offerte par la photoablation au laser excimer, qui a jeté les bases du LASIK moderne et fait de cette technique (et de la PKR) les deux techniques chirurgicales les plus précises au monde. L'introduction du laser femtoseconde pour réaliser la découpe du volet superficiel (abandon des systèmes de découpe mécanique comme les microkératomes) en a encore accru la qualité et la sécurité.

## Les lasers

### Laser à excimère
Le laser utilisé est dit laser à excimère qui serait mieux nommé : « laser exciplexe », le faisceau étant généré par des exciplexes qui émettent dans l'ultraviolet.
Dans la majorité des cas, ils sont composés d'au moins un gaz noble et habituellement d'un gaz halogène. Le terme « excimer » vient de l'anglais excited dimer qui signifie une molécule excitée composée de deux atomes identiques (par exemple Xe2). Or certains lasers dits excimères utilisent des exciplexes qui sont des molécules composées de deux atomes différents (par exemple, gaz noble et halogène : ArF, chlorure de xénon). On devrait donc les nommer lasers exciplexes plutôt que lasers excimères. L'excitation électrique du mélange produit ces molécules exciplexes qui n’existent qu'à l'état excité. Après émission du photon, l'exciplexe disparait car ses atomes se séparent, donc le photon ne peut être réabsorbé par l'excimer non excité, ce qui permet un bon rendement au laser.
Son faisceau très énergétique permet de casser les liaisons de molécules gazeuses (photolyse laser) pour fabriquer des radicaux. Il trouve notamment son utilité dans les expériences de mesures de constantes cinétiques de réactions gazeuses à intérêts atmosphériques.

### Lasers femtoseconde
Si ce principe demeure, l'avènement du « laser femtoseconde », qui permet désormais de faire une chirurgie tout-laser, en a révolutionné la réalisation. Le premier avantage de ce laser était au départ la possibilité de faire des lamelles plus fines, permettant d'opérer des cornées d'épaisseur moyennes, auxquelles la chirurgie classique était parfois refusée.
Plusieurs marques de lasers femtoseconde se sont développées depuis 2004 et s'améliorent régulièrement. Chacune ayant ses spécificités en matière de longueur d'onde, fréquence de pulse, énergie délivrée. Leurs différentes caractéristiques influent sur le temps de découpe du volet, la qualité et la précision de cette découpe, la facilité de soulèvement du volet, la réduction des effets secondaires .
Il est très vite apparu que cet outil apportait une amélioration pour la sécurité, la précision dans la reproductibilité de la découpe cornéenne et la qualité des résultats. Techniquement, la durée de l'intervention n'est pas modifiée et les suites opératoires sont comparables.

## Principes de base
Jose Barraquer (en) (1916-1998) a posé dès les années 1950-60 les bases théoriques de la technique du kératomileusis pour corriger la myopie, préfigurant la technique du LASIK,. L'opération se pratique sous anesthésie locale (anesthésie topique par gouttes). La première étape de l'intervention consiste en la découpe d'un volet cornéen superficiel (90  à   180 μm) qui est retenu par une charnière habituellement à 12 heures.
Le laser peut alors travailler sur une zone interne de la cornée (stroma) sans altérer la membrane de Bowman et de la modifier par photo-ablation. Lorsque l'intervention au laser (qui dure à peu près une minute) est terminée, le volet est remis en place par le chirurgien.
Jusqu'au début des années 2000, le moyen le plus courant de découpe du volet cornéen est l'utilisation d'un microkératome, un appareil mécanique (rabot miniaturisé et très sophistiqué), que le chirurgien applique sur l'œil. Cette première phase très délicate est maintenant réalisée par un laser, le laser femtoseconde.
Le laser femtoseconde permet à présent une opération 100 % laser. La découpe de la lamelle cornéenne, est alors réalisée en quelques dizaines de secondes, puis l'ablation est réalisée à l'aide d'un laser excimère. Les risques liés au caractère « mécanique » de la découpe sont donc ici réduits, et les caractéristiques de la découpe (angle, épaisseur, homogénéité…) sont mieux maitrisées.

### Le Lasek
Le Lasek (Laser-assisted sub epithelial keratomileusis) est une technique chirurgicale hybride appliquée à l'œil, associant la PKR (photo-kératectomie réfractive) et le Lasik,.
L'épithélium, préalablement préparé avec une solution éthanoïque, est décollé. Après action du laser excimère, l'épithélium est replacé sur la cornée.

### L'Épi-lasik
La technique de l'Épi-lasik (Épithélial-Lasik) s'appuie sur le laser excimère. Elle est établie à partir de la technique du Lasek, à la différence que le détachement de l'épithélium se fait via un microkératome et non par une solution éthanoïque comme pour ce dernier.

### Le Lasik femtoseconde
Le Lasik est depuis 20 ans la technique de référence pour les opérations de la myopie et pour les autres anomalies de la vision que sont l’hypermétropie, l’astigmatisme et la presbytie.
Si le principe de cette chirurgie n’est pas remis en cause, ses modalités ont beaucoup évolué.
La première partie du Lasik, la découpe du volet, se fait actuellement de moins en moins par le microkératome mais par le laser femtoseconde dont l'usage s'est répandu depuis 2004. Ses avantages ne sont plus discutés : sécurité, précision, économie de cornée, possibilité de traiter des cas difficiles (fortes myopies, cornées fines en particulier).
La seconde partie du Lasik, le traitement du défaut visuel par le laser excimer, bénéficie de l'évolution des logiciels pour arriver aujourd’hui au concept d’Ultralasik, qui correspond à l'évolution technologique du Lasik, associant :
- un Lasik tout-laser dans lequel la découpe de la lamelle cornéenne est réalisée au laser femtoseconde ;
- un traitement au laser excimer en mode personnalisé, également appelé aberrométrique, car visant la correction des aberrations optiques préexistantes. Ce mode de traitement a aujourd'hui démontré son intérêt majeur lorsqu'un astigmatisme doit être corrigé, qu'il soit associé à une myopie ou à une hypermétropie. Il est également intéressant lorsque la pupille est de grand diamètre.

### PresbyLASIK
Le PresbyLASIK est l'application du Lasik au traitement particulier de la presbytie et des troubles associés. Le laser excimère utilisé dans le Lasik, suivra alors un profil d'ablation pour le remodelage de la cornée, déterminée par ordinateur. La réalisation du volet cornéen peut être faite par un microkératome ou un second laser femtoseconde.
Le principe de la bascule est appliqué, avec un œil corrigé en vision de près, et l'autre corrigé en vision de loin. C'est le cerveau qui retranscrira une bonne vision en fusionnant ces deux images.

### Traitements multifocaux
Les traitements multifocaux sont une évolution du presbyLASIK qui permet de traiter tous les troubles de la réfraction (hypermétropie, astigmatisme, myopie et presbytie) associés à la presbytie.
Les traitements multifocaux disponibles en France sont notamment l'IsoVision,,,, le SupraCor et le PresbyCor.

#### Principe
Le principe est d'opérer les deux yeux en même temps, leur procurant une bonne vision à n'importe quelle distance (proche, intermédiaire et distante). Elle permet par exemple de traiter en même temps la presbytie et la myopie ou l'hypermétropie, ainsi que la presbytie par anticipation.

#### Avantages
Les traitements multifocaux possèdent de nombreux avantages sur le PresbyLasik conventionnel :
- la technique n'est pas limitée par les troubles du patient, elle est applicable pour les myopes, hypermétropes et astigmates ;
- il n'y a pas d'âge limite à l'application de la technique ;
- il est possible de traiter de -6.00 dioptries à +4.00 dioptries ;
- chaque œil est traité pour voir à n'importe quelle distance, cela induit moins de fatigue visuelle chez le patient pour travailler sur ordinateur ou encore conduire ;
- le couple œil dominant - œil dominé est respecté. Ainsi les maux de tête sont évités ;
- il y a peu de perte de contraste comparé aux implants diffractifs ;
- la vision intermédiaire ne souffre d'aucune lacune ;
- la technique est évolutive, en effet dans de très rares cas il peut y avoir une sous-correction ou sur-correction qui peut être corrigée en retraitant le patient avec la même technique.

## Contre-indications
Ce sont les infections oculaires en cours, la présence d'un kératocône, la présence d'un trouble de la réfraction non stable dans le temps (par exemple, la presbytie peut évoluer rapidement vers la quarantaine).
Un antécédent d'infection oculaire à Herpès peut conduire à la réactivation de ce dernier après traitement par Laser. De même, la présence d'un syndrome sec peut s'exacerber après un traitement de ce type.
Un glaucome peut être majoré avec certains types de traitement et la surveillance de la tension oculaire peut être rendue plus délicate.

## Résultats
Ils sont aussi bons que ceux de la kératectomie photo-réfractive à moyen et long terme. La récupération visuelle est cependant plus rapide avec le laser. Plus de 95 % des patients sont satisfaits des résultats.
Dans moins d'un cas sur dix, une deuxième procédure est nécessaire dans les quelques semaines suivant la première intervention.

## Effets secondaires et complications
Des effets secondaires (halos, photosensibilité, dégénérescence de la macula, etc.) ont été constatés chez certains patients. Ils apparaissent de manière plus ou moins transitoire, dans les jours suivant l'opération. Une étude australienne a évalué le nombre de patients atteints d'effets secondaires persistants (pendant au moins six mois suivant l'opération) à 28 % chez les Asiatiques et 5 % chez les Caucasiens. Une autre étude évalue le nombre de patients souffrant de symptômes persistants entre 20 % et 55 %. Chez d'autres patients, la myopie elle-même s'est rétablie. La Food and Drug Administration (FDA) a reçu 140 dossiers de patients déçus de l'opération de 1998 à 2006.
Les effets secondaires « directs » apparaissant pendant les heures suivant l'opération, sont : la sensation d'irritation, l'impression d'avoir un grain de sable dans l'œil, la perception d'un « voile »...
Quelques heures plus tard, ou le lendemain, la vision atteint en général 80 % du résultat final. Toutefois, pendant plusieurs semaines ou plusieurs mois, le patient peut ressentir les effets secondaires suivants, de manière plus ou moins transitoire : sécheresse oculaire présente dans près de la moitié des cas et pouvant persister, perte de contrastes, perte de vision nocturne et acuité très réduite dans un environnement sombre accompagnée de halos visibles autour des sources lumineuses ou de zones fort contrastées, etc.
Des complications plus importantes peuvent intervenir, comme le dédoublement d'image, ou encore une infection post-opératoire, éventualité restant rare. le déplacement d'un volet cornéen est rarissime mais il peut survenir des années après l'intervention, un traumatisme oculaire pouvant être favorisant.
L’ectasie, déformation en cône évolutive de la cornée, est une véritable complication directement induite par le Lasik.
Bon nombre d'effets secondaires, ainsi que leur évolution dans le temps, sont conditionnés par les outils opératoires. Ainsi, le moyen le plus moderne de découper le capot qu'est le laser femtoseconde, réduit théoriquement la probabilité et l'intensité des gênes post-opératoires.
De même, des programmes de traitement personnalisés, bien que plus onéreux, trouvent leur intérêt dans la réduction de ces effets secondaires ou de leur durée, puisque l'ablation réalisée est optimisée en fonction de l'œil traité. On peut par exemple, choisir un traitement optimisé vis-à-vis des aberrations, ou encore un traitement tissue saving, optimisant l'intervention pour minimiser l'épaisseur de l'ablation.
L'amincissement de la cornée centrale engendré par la chirurgie de la myopie modifie la mesure de la tension oculaire qui sera alors sous-évaluée, proportionnellement à l'importance de l'amincissement cornéen. Cette donnée devra donc être prise en compte dans la surveillance, même lointaine, de la tension oculaire.
Les risques sont connus par la communauté médicale, avec des taux de complication parfois non négligeables, mais ces risques et effets indésirables sont peu connus par les patients et le grand public. Un déséquilibre peut ainsi exister entre l’attente d’un patient et le résultat de l’intervention selon le rapport ANSM de février 2014. En conséquence, l’ANSM envisage de diffuser une communication sur les effets indésirables et les complications associés à ce type de chirurgie, à destination des patients et du grand public. Ce document, informatif et factuel, n’a pas pour objectif de juger la technique, mais mettra à disposition toutes les informations nécessaires pour que les personnes intéressées par cette intervention soient en mesure de décider de manière éclairée.

## Traitements alternatifs
Le SMILE est une alternative au Lasik supposée réduire les risques de sécheresse oculaire et augmenter la résistance post-opératoire de la cornée. Elle est plus récente que le Lasik.